# Rostricephalus
Rostricephalus is een geslacht van kevers uit de familie  
kniptorren (Elateridae).
Het geslacht is voor het eerst wetenschappelijk beschreven in 1918 door Fleutiaux.

## Soorten
Het geslacht omvat de volgende soort:
- Rostricephalus vitalisi Fleutiaux, 1918